# Tourville-la-Chapelle

Tourville-la-Chapelle este o comună în departamentul Seine-Maritime, Franța. În 1 ianuarie 2018 avea o populație de 609 de locuitori.